# Rafaël Carballo
Rafaël Carballo (Buenos Aires, 16 ottobre 1981) è un ex rugbista a 15 argentino, già attivo nel ruolo di tre quarti centro.